# Amas de la Règle
L'amas de la Règle (aussi connu comme Abell 3627 ou, en anglais, Norma Cluster) est un amas de galaxies massif situé dans la constellation du Triangle austral, près du centre du Grand attracteur. Sa vitesse par rapport au fond diffus cosmologique est de 4 791 ± 6 km/s, ce qui correspond à une distance de Hubble de 70,7 ± 5,0 Mpc (∼231 millions d'al).
À ce jour, seule une mesure non basée sur le décalage vers le rouge (redshift) donne une distance d'environ 71,300 Mpc (∼233 millions d'al), ce qui est à l'intérieur des valeurs de la distance de Hubble.

## Caractéristiques
Abell 3627 est l'amas de galaxies massif le plus proche de nous. Malgré cela, il est situé au sein de la zone d'évitement (zone of avoidance en anglais), une région de la voûte céleste difficile à observer car obstruée par le plan galactique de la Voie lactée. Par conséquent, l'amas est gravement obscurci par la poussière interstellaire dans les longueurs d'onde optiques. Une grande concentration d'étoiles s'y trouve également, visibles sur les images du télescope spatial Hubble. La masse de l'amas est estimée à environ 1015 masses solaires. 
L'amas de galaxies Abell 3627 abrite en son sein la galaxie méduse ESO 137-001.